# La Cumbre (Cáceres)
La Cumbre es un municipio español que se encuentra situado en la provincia de Cáceres, en Extremadura. Pertenece al partido judicial de Trujillo y se encuentra en la carretera que une Trujillo y Montánchez. Está asentado en la cumbre de una meseta de escasa elevación que divide los riachuelos Gibranzos y Magasquilla.

## Límites del término municipal
La Cumbre limita con:
- Trujillo al este y norte;
- Santa Marta de Magasca, Plasenzuela y dos exclaves de Trujillo al oeste;
- Santa Ana al sur.

## Historia
El municipio estuvo poblado ya en el siglo VII a. C., pues en las fincas de Casillas y Rodas hubo asentamientos celtas o vetones. Tras la invasión romana, la finca de Casillas fue una especie de pedanía de la vecina ciudad romana de Turgalium.
Las primeras referencias a la actual localidad de La Cumbre datan del siglo XVI, cuando se señala que el lugar, con 230 vecinos, fue vendido a Pedro Barrantes, convirtiéndose La Cumbre en villa.
En 1594 formaba parte de la Tierra de Trujillo en la Provincia de Trujillo.
A la caída del Antiguo Régimen la localidad se constituye en municipio constitucional en la región de Extremadura, entonces conocido como Cumbre. Desde 1834 quedó integrado en el partido judicial de Trujillo. En el censo de 1842 contaba con 380 hogares y 2082 vecinos.

## Patrimonio
Los principales monumentos de La Cumbre son:
- Iglesia parroquial católica bajo la advocación de Nuestra Señora de la Asunción, en la Archidiócesis de Mérida-Badajoz, Diócesis de Plasencia, arciprestazgo de Trujillo;[7]
- Ermita de San Gregorio.
- Palacio de Pedro Barrantes.
- El Rollo.
- La Puente.

## Cultura

### Heráldica
El escudo heráldico de La Cumbre fue aprobado mediante la "Orden de 9 de abril de 1991, de la Consejería de Presidencia y Trabajo, por la que se aprueba el Escudo Heráldico y Bandera Municipal, para el Ayuntamiento de La Cumbre (Cáceres)", publicada en el Diario Oficial de Extremadura el 16 de abril de 1991 y aprobada por el consejero de Presidencia y Trabajo Manuel Amigo, luego de haber aprobado el expediente el pleno del ayuntamiento el 19 de julio de 1989 y haber emitido informe favorable la Real Academia de la Historia el 8 de marzo de 1991. El escudo se define oficialmente así:

De gules, una banda de oro engolada de dragantes verdes, acompañada de dos montes de plata. Al timbre, Corona Real cerrada.

### Fiestas locales
Las principales fiestas de la villa son:
- Romería de San Isidro, segundo fin de semana de mayo;
- Fiestas de Nuestra Señora de la Asunción, varios días del 20 al 24 de agosto.

## Demografía
La Cumbre cuenta con una población de 828 habitantes (INE 2024).
| Gráfica de evolución demográfica de La Cumbre entre 1842 y 2021                                                                                              |
| |
| Población de derecho según los censos de población del INE Población de hecho según los censos de población del INEEn este censo se denominaba Cumbre: 1842. |

| 1152                    | 1121 | 1073 | 1049 | 1026 | 1023 | 988 | 970 | 914 | 837 | 831 | 827 |
| (Fuente: fuente=INE-es) |      |      |      |      |      |     |     |     |     |     |     |

## Deportes
El municipio contaba con un equipo de fútbol 11 que en la temporada 2010-2011 llegó a jugar en la Regional Preferente, el ACD La Cumbre.
En 2016, se refundó el club, llamándose ahora C.P Cumbreño. Este llegó a jugar en la temporada 2020-2021 los playoffs de ascenso.
En 2022, el equipo pasó de competir en fútbol 11 a competir en fútbol sala, donde jugaron en la primera temporada los playoffs de ascenso a tercera división. Este equipo sigue activo.